# Дацан
Даца́н (тиб. གྲྭ་ཚང་,  бур. дасан) — буддийский монастырь-университет, а также храмовый комплекс у российских бурят. В тибетской традиции дацанами называют отдельные «факультеты» буддийских монастырей.
До революции 1917 года в России насчитывалось 35 дацанов (32 — в Забайкальской области, 2 — в Иркутской губернии, 1 — в Санкт-Петербурге); в начале XXI века функционирует около 30.

## Из истории

### Хозяйственная деятельность
В 1853 году 25 забайкальских дацанов владели 14521,5 десятинами земли на 98 участках. На одно штатное лицо духовного звания приходилось 46,2 десятины земли. Самым крупным землевладельцем был Агинский дацан: ему было выделено 1376,5 десятин земли на 5 участках.

## Архитектура дацанов
В архитектуре забайкальских дацанов выделяют три различных стиля: тибетский, китайский и форма юрты (в Монголии).
Характерные черты тибетского стиля: наклонные стены, ступенчатые объёмы, ярусность и пирамидальность, убывание массы здания по вертикали, массивный фриз тёмно-красного цвета.

### Особенности архитектуры бурятских дацанов
Особенности архитектуры бурятских дацанов:
- после вхождения Забайкалья в состав России регион оказался в некоторой изоляции от иностранных влияний;
- для строительства дацанов не приглашали иностранных мастеров;
- здания строили с учётом местных географических и климатических особенностей.

Первые деревянные и каменные здания дацанов — дуга́ны — строились с участием русских каменщиков и плотников, с влиянием традиций русского церковного зодчества. Здания были крестообразными в плане. К основному, квадратному залу, пристраивалась алтарная часть с севера, вестибюль с юга, восточный и западный прирубы использовались для вспомогательных целей. Главный, наиболее богато украшенный, фасад здания — южный. Вестибюль — отличительная черта бурятских дацанов. Он предназначается для отсечения холодного воздуха. В Монголии и Тибете вход в помещение осуществляется прямо с улицы.
Над каждым объёмом (пристроем) здания возводится крыша. Края крыш вначале были прямыми, но позднее их начали делать с приподнятыми углами. Периметр здания зачастую опоясывает галерея на колоннах для ритуального обхода. Северная алтарная часть здания глухая — без окон.

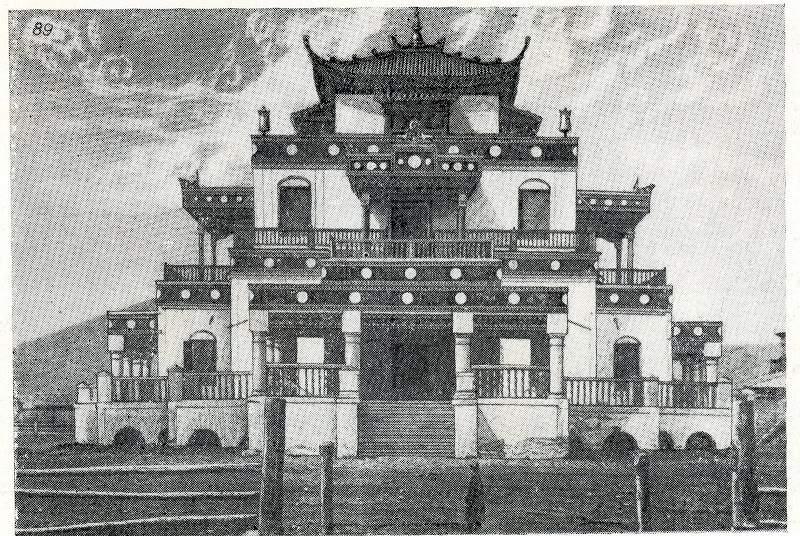
Здание Анинского дацана, разрушенное в 1930-е гг. Бурятия

Во второй половине XIX века появился новый вид дугана, существенно отличающийся от первых образцов. Для архитектуры нового типа характерны следующие особенности: план, близкий к квадрату, здания строятся в виде ступенчатой пирамиды с галереями и колоннадами на верхних этажах, яркая полихромия, крыша китайского типа с поднятыми углами. Крыша с загнутыми вверх углами стала чертой, отличающей культовое сооружение от обычного здания. Интерьеры дуганов — зал с рядом колонн. Применяется богатый декор, в основном тибетского типа.
Главное здание дацана — Цогчен-дуган — «дом всеобщего собрания», или Соборный храм. Вокруг Цогчена располагаются дуганы-сумэ (иногда до двух десятков), посвящённые отдельным божествам буддийской веры. Ступы-субурганы связаны со значительными событиями в жизни дацана или историческими событиями.
Главные ворота дацана — богдойн-халга — располагаются на южной стороне ограды. В западной, восточной и северной стенах имеются калитки. Главные ворота открываются в особо торжественных случаях. В остальное время на территорию дацана входят через калитки. Мощёная дорожка от главных ворот до крыльца Цогчен-дугана называется «священный путь».
Архитектура дацана символизирует божественное тело Будды.

### Строительные материалы
В Тибете стены храмов сооружались из тёсаного камня или сырцового кирпича без связующих растворов. Это определяло характерную особенность тибетской архитектуры: наклонность внутрь наружных плоскостей стен.
В Бурятии основной строительный материал — дерево. Брёвна или брус снаружи обшиваются досками. Агинский дацан был первым среди известных дацанов, построенным из камня.

### Украшение зданий

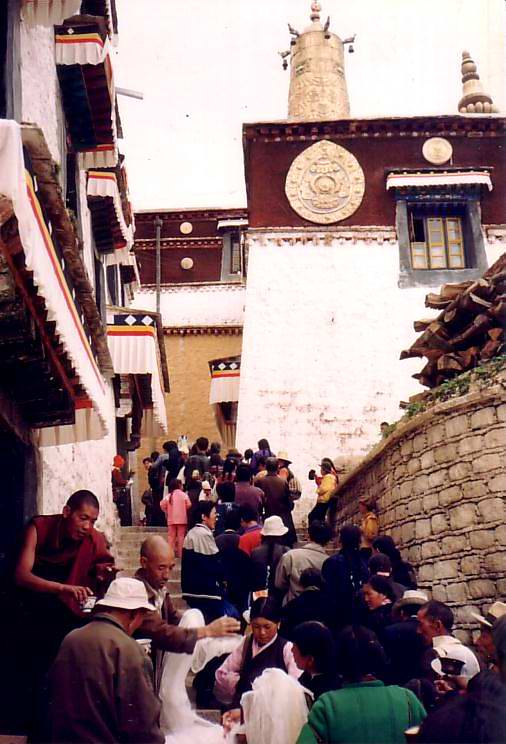
На фризе расположены мани и толи. Тибетский монастырь Дрепунг.

Над входом в Цогчен-дуган устанавливается буддийский символ веры — хурдэ или чойж хорол — медные золочёные изваяния «колеса вероучения» и двух газелей по его сторонам. По фризу размещаются блестящие круглые золочёные зеркала — толи, имеющие магический охранный смысл, и мани — тибетские слоги мистической формулы-молитвы.
Подзоры в виде стилизованных облаков (улээн). Украшения конька крыши — вазоподобный остроконечный ганджир в центре и цилиндрические чжалцаны. Фигурные окончания угловых концов крыши называются на бур. дулэ (пламя).
Из китайской архитектуры заимствован Китайский лев. Львов устанавливают на крыльце Цогчен-дугана.
Для украшений дацанов характерно многоцветье.

## Дуганы

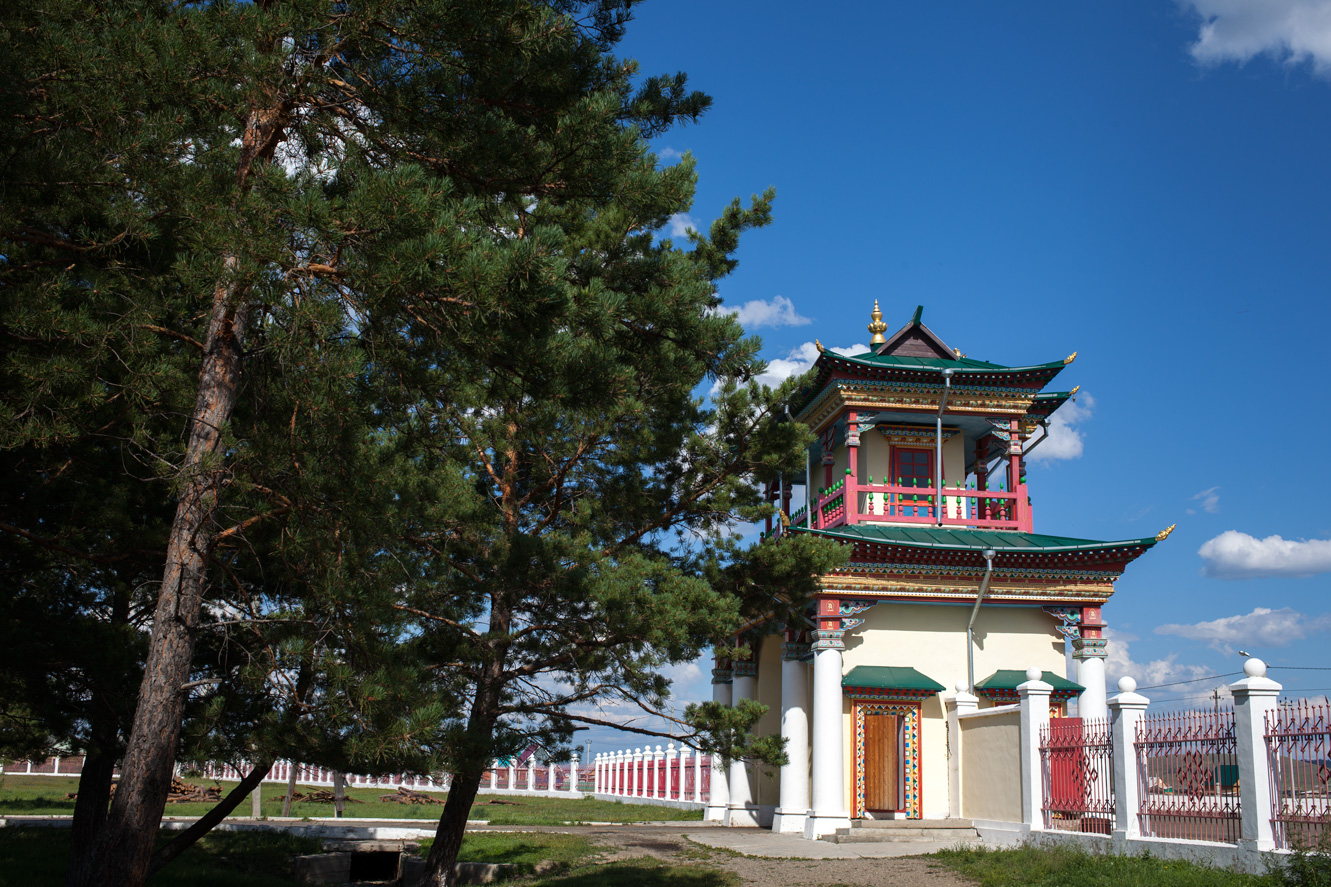
Вход в комплекс Агинского дацана (Забайкальский край)

В дацанах строились дуганы (бур. сумэ), посвящённые определённым божествам:
- Сахюусан-сумэ, посвящённый защитникам Учения Дхармапалам.
- Маанин-дуган — храм бодхисаттвы сострадания Авалокитешвары (Арьяа-Баалын сумэ).
- Майдари-дуган в честь Будды Майтреи (Майдариин сумэ).
- Гунриг-дуган в честь Будды Вайрочаны.
- Деваджин-сумэ — рай будды Амитабхи.
- Чойра-дуган (сумэ Аюши) в честь бурхана Аюши. Чойра-дуган на тибетском языке означает «философский факультет».
- Манба-дуган, Мамба-дуган (сумэ Оточи), посвящённый богу врачевания. Название происходит от имени Будды Манлы (Бхайшаджьягуру).
- Дуйнхор-дуган, посвящённый тантрийскому божеству Калачакре (Дуйнхор). Хурал «Дуйнхор» последнего месяца весны проводился в память первой проповеди этого тантрийского учения Буддой Шакьямуни.
- Барай-сумэ — типография.
- в Джуд-дугане (Хурдунэй сумэ) размещаются школы Чжуд по изучению тантризма[5].

## Система образования в дацанах
Наиболее крупные дацаны имели три факультета — общий (философский — цанид), медицинский и тантрический (гью; джуд), в небольших дацанах был только общий факультет; на тантрический факультет принимали только монахов, получивших общую философскую подготовку, а в группы по изучению «Калачакра тантры» — только самых способных из числа допущенных к изучению тантр.
Система «цанид» предполагала последовательное изучение пяти дисциплин, на что уходило около пятнадцати лет (как правило, родители отдавали в монастыри детей в очень раннем возрасте):
1. Логика (прамана) — по сочинениям Дхармакирти.
2. Парамита ((путь «классической» Махаяны) — по тексту Майтреи-Асанги «Абхисамаяланкара»).
3. Мадхъямака (по трактату Чандракирти «Мадхьямакаватара»).
4. Виная (прежде всего, Виная муласарвастивадинов).
5. Абхидхарма (по «Абхидхармакоше» Васубандху и «Абхидхармасамуччае» Асанги).

## Типографии дацанов
Типографии в дацанах Забайкалья появились во второй половине XIX века. Ранее священные книги выписывались из-за границы согласно «Положению о ламаистском духовенстве», утверждённом в 1853 году. В 1880 году по ходатайству лам Цонгольского дацана, а также в целях сокращения нежелательных сношений бурят с иностранными ламами, Министерство внутренних дел разрешило печатать буддийские книги в российских дацанах.
К 1887 году в 29 бурятских дацанах было издано около 600 наименований книг и брошюр на тибетском и монгольском языках. В Цугольском было выпущено 169 наименований книг, Гусиноозёрском — 97, Эгитуйском — 44, Чесанском — 30 наименований.

## Тибетская медицина в дацанах
Дацаны были центрами изучения тибетской (и индийской) медицины. В них собирались и переводились медицинские трактаты, открывались школы в манба-дуганах и лечебницы. Из-за границы привозили лекарственные средства, приезжали учителя. Широко практиковался сбор местных лекарственных трав.
Первый медицинский факультет был открыт в Цугольском дацане. Позднее манба-дуганы появились в Агинском, Тамчинском (Гусиноозёрском) и Анинском дацанах.

## Насельники дацанов
Ширээтэ (ширетуй) — настоятель монастыря. Ламы до 1917 года делились на штатных и служивых (заштатных). Эмчи-лама — врач. Хуварак — послушник, ученик.

## Хуралы
Хурал — собрания лам-монахов. В Монголии и Бурятии хуралы делят на большие и малые.
Большие хуралы созываются в дни священных дат, связанных с четырьмя знаменательными событиями в деятельности учителя Шакьямуни и его становления Буддой, а также в дни, посвящённые нисхождению учителя Будды Шакьямуни из области небожителей в сферу людей. Молебен, обращённый к божеству Калачакре (хурал «Дуйнхор») проходит 15 числа третьего лунного месяца. В этот день Будда Шакьямуни в образе Калачакры проповедовал учение сокровенной мантры. Большие молебствия проводят, чтобы почтить деяния других учителей буддийской традиции. Во время хуралов «больших чтений» читают «Ганджур», «Данжур», «Ламрим», «Сундуй», «Алтангэрэл», «Жаадамба» и другие канонические сочинения.
Даты проведения малых повседневных молебнов устанавливают согласно традициям каждого монастыря или же выявляют по астрологическому признаку.
По своей структуре хурал разбивается на предварительную, основную и заключительную части. В большинстве случаев проведение больших хуралов рассчитывают на три дня, но иногда и дольше. При этом средний день, а иногда и последний приходятся на основную дату для проведения молебна.

## Оркестры дацанов
Состав инструментов оркестров дацанов перешёл из тибетского оркестра, в состав которого входили: нга (маленькие плоские барабаны), трубы, колокола, скрипка-бива, флейта. Отдельные инструменты сопровождали ежедневные хуралы. Во время Цама, который проводился на открытом воздухе, церемонию сопровождал весь оркестр.
Оркестр дополнялся другими инструментами: барабанами разных размеров, медными трубами длиной до четырёх метров, морскими раковинами, медными тарелками. Инструменты подражали звукам природы: флейты — песням птиц, трубы — рёву буйволов и т. д.

## Список дацанов

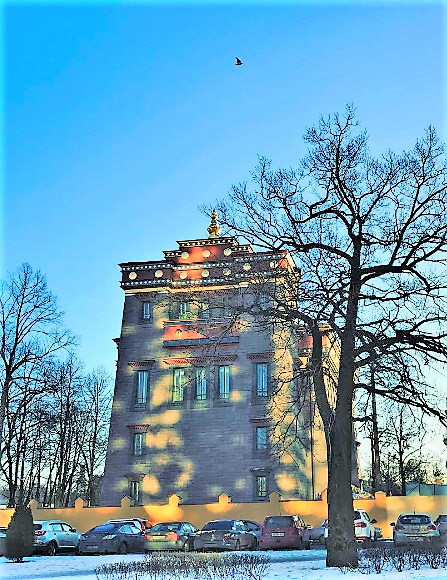
Санкт-Петербургский буддийский храм «Дацан Гунзэчойнэй»

- Агинский дацан (1811 — 1934; 1946 — настоящее время)
- Аларский дацан (1814 — 1930-е; 2004 — настоящее время)
- Анинский дацан (1795 — 1937; 1991 — настоящее время)
- Атаган-Дырестуйский дацан (1749 — 1930-е; 2007 — настоящее время)
- Ацагатский дацан (1824 — 1936; 1992 (отстроен заново[9]) — настоящее время)
- Ацайский дацан (1743 — 1935; в 2007 году на месте разрушенного дацана возведена ступа[10])
- Баргузинский дацан
- Бултумурский дацан (1729 — 1936; 2006 — настоящее время)
- Бырцуйский дацан (1828, дата ликвидации неизвестна)
- Гунейский дацан (1802 — 1930-е)
- Гусиноозёрский (Тамчинский) дацан (1741—1938; 1990 — настоящее время)
- Дацан Ринпоче Багша (2000 ― настоящее время)
- Загустайский дацан (1784 — 1933; 2012 — настоящее время)
- Зугалайский дацан (1826 — 1933; 1991 — настоящее время)
- Иройский дацан (1810 — 1936; 2008 — настоящее время)
- Иволгинский дацан (1945 — настоящее время)
- Кижингинский дацан (1756 — 1937; 1991 (отстроен заново[11]) — настоящее время)
- Курумканский (Баргузинский) дацан (1810 — 1930-е; 1991 — настоящее время; 2000 — переименован в Курумканский)
- Кыренский дацан (1806 — 1935; 1993 — настоящее время)
- Окинский дацан
- Санкт-Петербургский буддийский храм «Дацан Гунзэчойнэй» (1915—1935; 1990 — настоящее время)
- Сартул-Булагский дацан (ок. 1800 — 1930-е; 2006 — настоящее время)
- Сартул-Гэгэтуйский дацан (1769 — 1938; 1991 — настоящее время)
- Табангут-Ичётуйский дацан (1773 — 1930-е; 2008 — настоящее время)
- Токчинский дацан (1802 — 1931, последнее документальное упоминание)
- Тугнуйский дацан (1773 — 1930-е, дата ликвидации неизвестна)
- Угданский дацан (1991 - настоящее время)
- Узонский дацан (1825 — 1930-е; 15 июня 2001 — настоящее время)
- Ульхунский дацан (1832 — 1930-е, дата ликвидации неизвестна)
- Хойморский дацан (1918 — 1927; 1991 — настоящее время)
- Хужиртаевский дацан (1828 — 1930-е, дата ликвидации неизвестна)
- Цолгинский дацан (1830 — 1930-е, дата ликвидации неизвестна)
- Цонгольский дацан (1741 — 1930-е; 1991 — настоящее время)
- Цугольский дацан (1828 — 1935; 1988 — настоящее время)
- Цээжэ-Бургалтайский дацан (Восстановлен в 2014 году)
- Чесанский дацан (1827 — 1938; 2000 — настоящее время)
- Читинский дацан (2010 — настоящее время)
- Эгитуйский дацан (1827 — 1938; 1991 — настоящее время)
- Якутский дацан (2014 — настоящее время)[12]
- Янгажинский дацан (1826 — 1938)